# Dausuva
Dausuva (benannt nach Dausos – einer spirituellen Welt in der litauischen Mythologie), auch bekannt als Atsarginė Lietuva (deutsch Ersatz-Litauen) oder Žalioji Atžala
(deutsch Grüner Spross), ist der Name eines geopolitischen Projekts des litauischen Intellektuellen Kazys Pakštas (1893–1960) mit dem Ziel, eine litauische Kolonie in einem geopolitisch sicheren Gebiet zu gründen. Dieser halbunabhängige Staat sollte ein sicherer Hafen für Litauer sein, falls die Litauische Republik annektiert werden sollte. Im Jahr 1924 befand Kazys Pakštas Québec als den besten Ort für eine solche Kolonie. Später änderte er seine Meinung zu Gunsten des Bundesstaats São Paulo (Brasilien) (1927), Angola (1930) und Madagaskar. Bemühungen, eine litauische Kolonie in Venezuela aufzubauen, wurden wegen der instabilen politischen Situation dort aufgegeben. Die letztendliche Wahl fiel auf Britisch-Honduras. Mit den lokalen Machthabern wurden bereits Verhandlungen über einen Kauf oder eine Pacht von Land gehalten. Durch die zunehmenden Unabhängigkeitsbestrebungen vor Ort wurde das Projekt allerdings nie realisiert. Der letzte vorgeschlagene Ort für eine litauische Kolonie waren die Bahamas, allerdings schwand die Unterstützung der Bevölkerung für ein solches Projekt zunehmend und so gab es keine ernsthaften Bemühungen mehr, dieses umzusetzen.